# Brevipalpus olearius
Brevipalpus olearius är en spindeldjursart som beskrevs av Sayed 1950. Brevipalpus olearius ingår i släktet Brevipalpus och familjen Tenuipalpidae. Inga underarter finns listade.